# Moscow (Idaho)
Moscow è la città principale della micro-area metropolitana di Moscow, nella contea di Latah sita nel nord dell'Idaho, al confine con lo Stato di Washington, negli Stati Uniti d'America.
È sede dell'Università dell'Idaho, principale ateneo dello Stato e rinomato centro di ricerca per le scienze agrarie. Nella città di Pullman, a 13 km ad ovest, si trova la Washington State University.
Anche se l'università è il maggior centro dell'impiego a Moscow, la città riveste notevole importanza per le sue attività agricole e commerciali per la regione di Palouse. Secondo il censimento del 2010, la popolazione era di 23 800 abitanti.
È ubicata nella zona oraria del Pacifico ad una quota di 786 m s.l.m. È attraversata dall'autostrada U.S. Route 95 (da nord a sud) e dalla strada statale 8 (da est ad ovest), entrambe passanti per il centro cittadino. Esiste anche un piccolo aeroporto a 6,4 km dal centro.